# Freiherr-vom-Stein-Gymnasium (Berlin)

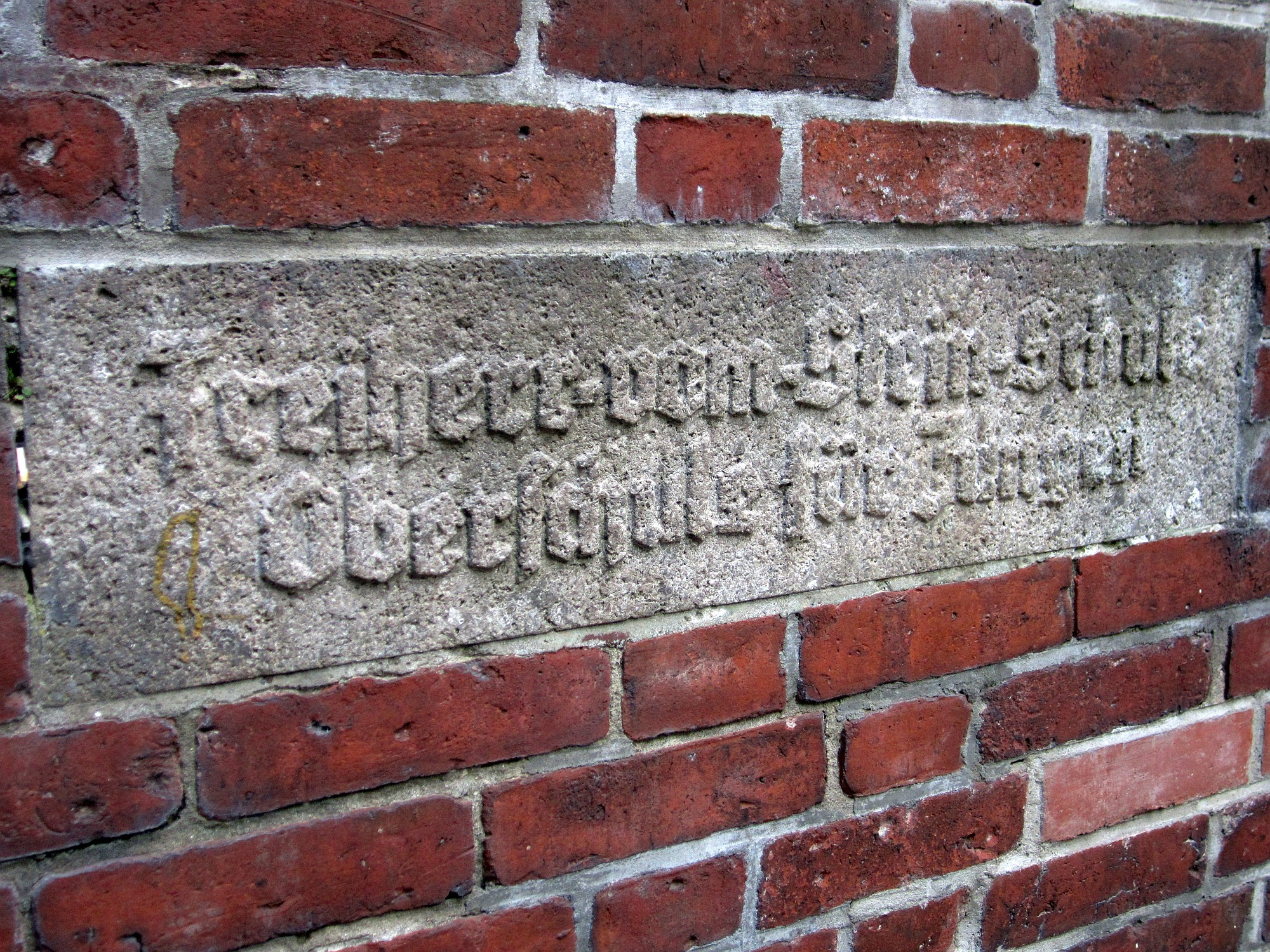
Steintafel am 1914 errichteten Eingang zum Erweiterungsbau

Das Freiherr-vom-Stein-Gymnasium ist ein traditionsreiches Gymnasium im Berliner Ortsteil Spandau. Es ist benannt nach dem preußischen Staatsmann Heinrich Friedrich Karl vom Stein. Die Schule war auf zwei Gebäudekomplexe aufgeteilt: das Hauptgebäude in der Galenstraße (Klassen 9–12) und eine Dependance in der Carl-Schurz-Straße 59 (Klassen 5–8) in der Spandauer Altstadt. Diese Besonderheit ist allerdings nicht mehr erhalten, da mit der Eröffnung des Gebäudes C im Jahr 2017 alle Klassenstufen an einen Standort verlegt wurden.

## Geschichte
Die Schule wurde 1906 eröffnet, aber ihre Geschichte reicht in das 19. Jahrhundert zurück. Damals war Spandau noch eigenständige Garnisonsstadt mit etwa 65.000 Einwohnern. Oberbürgermeister Friedrich Koeltze (1852–1939) beklagte das Fehlen von kulturellen Einrichtungen in Spandau, doch wegen Geldknappheit und anderen Problemen wie mangelnder Hygiene und fehlender Wirtschaft wurde die Realisierung von Koeltzes Idee erst einmal verschoben. Auch später in den Jahren 1869, 1874 und 1889 plante die Stadt Spandau eine Realschule in der Moltkestraße (seit 1963: Galenstraße), doch wieder fehlte das Geld.
Im Jahr 1905 stellte die Stadtverordnetenversammlung erneut einen Antrag, im Gebäude der 2. Gemeindeschule in der Moltkestraße eine Realschule zu errichten, und konnte nach vielen Verhandlungen eine Baugenehmigung erwirken. Die Gesamtkosten für die Umgestaltung der Schule betrugen 40.000 Mark (kaufkraftbereinigt in heutiger Währung: rund 309.000 Euro), davon 25.000 Mark für eine neue Turnhalle.
Am 3. Februar 1906 waren die Bauarbeiten abgeschlossen und die Schule wurde feierlich eröffnet. Damals galt sie mit dem Direktor Richard Neuse noch als Realschule für Jungen. Heute gehört zur Schule das in der Carl-Schurz-Straße 59 gelegene frühere Gebäude des Spandauer Kant-Gymnasiums (seit 1972 in der Bismarckstraße), das aufgrund der räumlichen Entfernung zum Schulhaupthaus Dependance oder „Filiale“ genannt wird. Das Gebäude entstand nach einem Entwurf des Stadtbaumeisters Legart. Zusammen mit der Lilly-Braun-Schule ist es ein gelistetes Baudenkmal.

## Express-Abitur
Ein vor mehreren Jahren durchgeführter Schulversuch ermöglichte, das Abitur ein Jahr früher zu erreichen, indem die 8. Klasse übersprungen und der Lernstoff auf die Klassen 5–10 verteilt wurde. Ab der 11. Klasse besuchen die Schüler die gymnasiale Oberstufe. Seit der Abschaffung der 11. Klassenstufe an Berliner Gymnasien erreichen die Schüler mit bestandenem Mittlerem Schulabschluss (MSA, 10. Klasse) sofort die gymnasiale Oberstufe, wodurch 2010–2012 ein Doppeljahrgang existierte. Schüler, die das jeweilige Klassenziel nicht erreichten, mussten das Projekt verlassen.

Historische Fotos
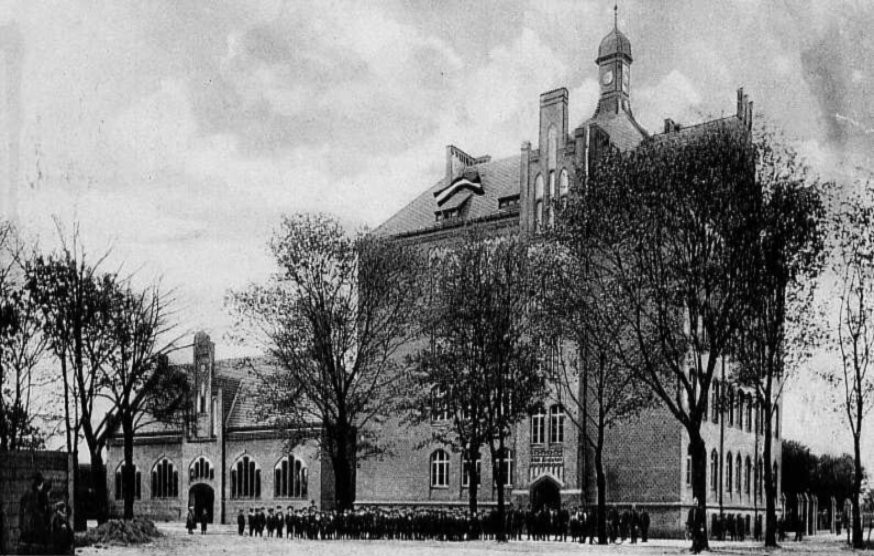
Schule mit Turnhalle nach der Fertigstellung 1906 in der Friedrichstraße. Die Aula über der Turnhalle und der Erweiterungsbau in der Moltkestraße existieren noch nicht.
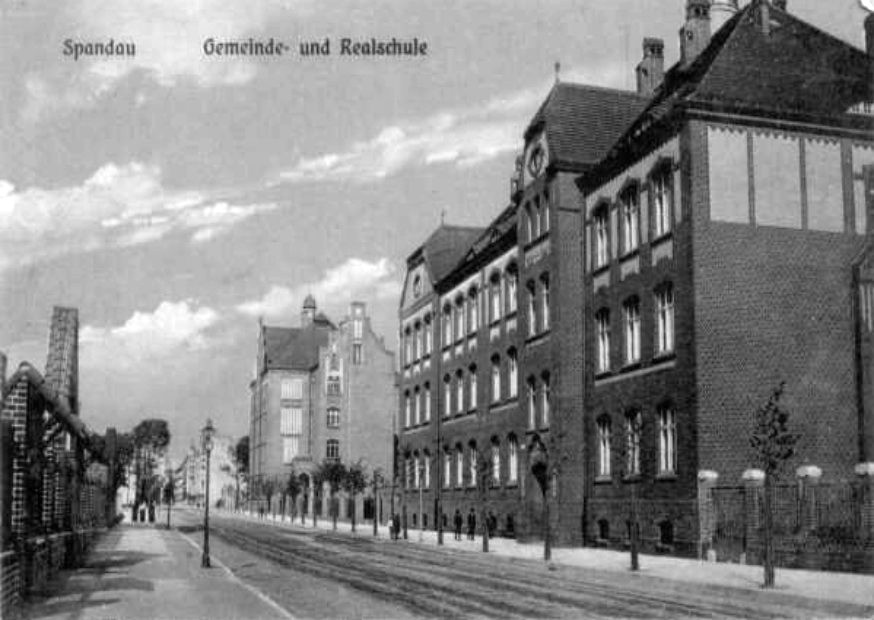
2. Gemeindeschule (Vordergrund) und Stein Realschule (Hintergrund) 1910 in der Moltkestraße.
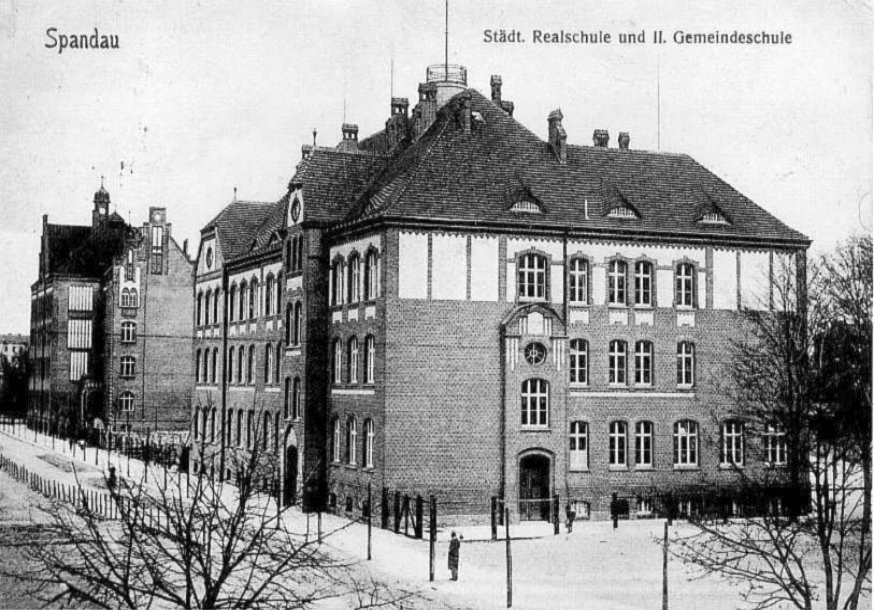
2. Gemeindeschule (Vordergrund) und Stein Oberrealschule (Hintergrund) 1913 in der Moltkestraße. Gesehen von der Moltkestraße Ecke Askanierring, dem ehemaligen Kriegs-Tor.
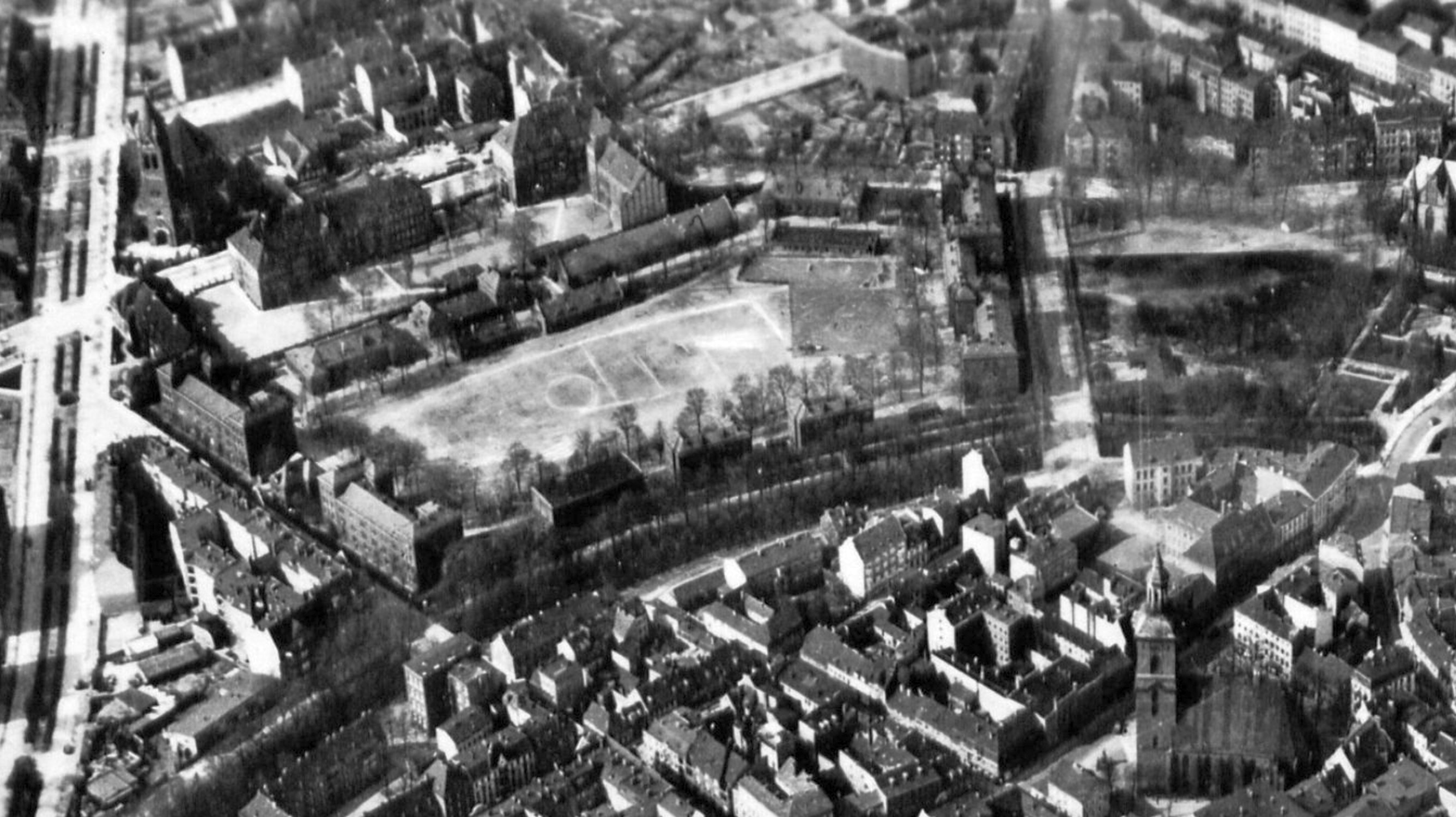
Luftaufnahme 1920: Altstadt Spandau mit Moritz-Kaserne und Steinschule